# فيرا-إلين
فيرا-إلين (بالإنجليزية: Vera-Ellen )‏ (و. 1921 – 1981 م) هي راقصة، وكاتبة سيناريو، وممثلة مسرحية، وممثلة أفلام أمريكية، ولدت في نوروود، كانت عضوةً في الحزب الجمهوري، توفيت في لوس أنجلوس، عن عمر يناهز 60 عاماً، بسبب سرطان.

## وصلات خارجية
- فيرا-إلين على موقع IMDb (الإنجليزية)
- فيرا-إلين على موقع الموسوعة البريطانية (الإنجليزية)
- فيرا-إلين على موقع روتن توميتوز (الإنجليزية)
- فيرا-إلين على موقع ألو سيني (الفرنسية)
- فيرا-إلين على موقع ميوزك برينز (الإنجليزية)
- فيرا-إلين على موقع أول موفي (الإنجليزية)
- فيرا-إلين على موقع قاعدة بيانات برودواي على الإنترنت (الإنجليزية)
- فيرا-إلين على موقع قاعدة بيانات الأفلام السويدية (السويدية)
- فيرا-إلين على موقع إن إن دي بي (الإنجليزية)
- فيرا-إلين على موقع قاعدة بيانات الفيلم (الإنجليزية)